# Карапчівська сільська рада (Вижницький район)
Карапчі́вська сільська́ ра́да — адміністративно-територіальна одиниця та орган місцевого самоврядування в Вижницькому районі Чернівецької області. Адміністративний центр — село Карапчів.

## Загальні відомості
- Населення ради: 3 917 осіб (станом на 2001 рік)

## Населені пункти
Сільській раді були підпорядковані населені пункти:
- с. Карапчів
- с. Бабине
- с. Вали

## Склад ради
Рада складалася з 20 депутатів та голови.
- Голова ради: Лучак Володимир Петрович
- Секретар ради: Заремба Інна Ярославівна

### Керівний склад попередніх скликань
| Прізвище, ім'я, по батькові | Основні відомості                                                 | Дата обрання | Дата звільнення |
| --------------------------- | ----------------------------------------------------------------- | ------------ | --------------- |
| Теслицький Василь Дмитрович | Сільський голова, 1961 року народження, безпартійний              | 26.03.2006   | 31.10.2010      |
| Лучак Володимир Петрович    | Сільський голова, 1961 року народження, освіта вища, безпартійний | 31.10.2010   |                 |

Примітка: таблиця складена за даними сайту Верховної Ради України

### Депутати
За результатами місцевих виборів 2010 року депутатами ради стали:

#### За суб'єктами висування
| Суб'єкт висування                                       | Кількість обраних депутатів | %  |
| ------------------------------------------------------- | --------------------------- | -- |
| Самовисування                                           | 12                          | 60 |
| Політична партія Всеукраїнське об'єднання «Батьківщина» | 8                           | 40 |

#### За округами
| № округу                                                | Прізвище, ім'я, по батькові    | Дата визнання обраним | Освіта             | Партійна приналежність                        | Відомості про обраного депутата                            |
| ------------------------------------------------------- | ------------------------------ | --------------------- | ------------------ | --------------------------------------------- | ---------------------------------------------------------- |
| Політична партія Всеукраїнське об'єднання «Батьківщина» |                                |                       |                    |                                               |                                                            |
| 1                                                       | Гаврилюк Іван Миколайович      | 01.11.2010            | вища               | член Всеукраїнського об'єднання «Батьківщина» | Бабинська загальноосвітня школа І-ІІ ст., директор         |
| 3                                                       | Чибир Валентина Іванівна       | 01.11.2010            | вища               | член Всеукраїнського об'єднання «Батьківщина» | Бабинська загальноосвітня школа І-ІІ ст., вчитель          |
| 5                                                       | Барбір Олександр Васильович    | 01.11.2010            | середня            | член Всеукраїнського об'єднання «Батьківщина» | тимчасово не працює                                        |
| 7                                                       | Гуцул Марія Миколаївна         | 01.11.2010            | середня спеціальна | член Всеукраїнського об'єднання «Батьківщина» | приватний підприємець                                      |
| 8                                                       | Риб'юк Анатолій Васильович     | 01.11.2010            | середня            | член Всеукраїнського об'єднання «Батьківщина» | приватний підприємець                                      |
| 13                                                      | Сасін Наталія Миколаївна       | 01.11.2010            | вища               | член Всеукраїнського об'єднання «Батьківщина» | Бабинська загальноосвітня школа І-ІІ ст., вчитель          |
| 17                                                      | Савчук Микола Ілліч            | 01.11.2010            | середня            | член Всеукраїнського об'єднання «Батьківщина» | Карапчівське лісництво Вижницького АПК, лісник             |
| 18                                                      | Гушпан Октав'ян Михайлович     | 01.11.2010            | вища               | член Всеукраїнського об'єднання «Батьківщина» | пенсіонер                                                  |
| Самовисування                                           |                                |                       |                    |                                               |                                                            |
| 2                                                       | Терновецький Микола Іванович   | 01.11.2010            | середня спеціальна | позапартійний                                 | Вижницьке УГГ, слюсар                                      |
| 4                                                       | Терновий Борис Тимофійович     | 01.11.2010            | середня спеціальна | позапартійний                                 | Вашківецьке лісництво, лісник                              |
| 6                                                       | Терновецький Василь Васильович | 01.11.2010            | середня            | позапартійний                                 | Чернівці-вторсировина, газозварник                         |
| 9                                                       | Заремба Інна Ярославівна       | 01.11.2010            | вища               | позапартійна                                  | Карапчівська лікарська медамбулаторія, дільнична медсестра |
| 10                                                      | Веренько Євгенія Степанівна    | 01.11.2010            | середня спеціальна | позапартійна                                  | приватний підприємець                                      |
| 11                                                      | Ватрич Олег Олексійович        | 01.11.2010            | вища               | позапартійний                                 | приватний підприємець                                      |
| 12                                                      | Тесліцька Наталія Іванівна     | 01.11.2010            | середня спеціальна | позапартійна                                  | Карапчівська сільська рада, касир                          |
| 14                                                      | Дячук Євгенія Валеріана        | 01.11.2010            | середня спеціальна | позапартійна                                  | Карапчівський ДНЗ, вихователь                              |
| 15                                                      | Мар'янчук Ярина Миколаївна     | 01.11.2010            | середня спеціальна | позапартійна                                  | Карапчівська сільська рада, бухгалтер                      |
| 16                                                      | Кузик Віра Федорівна           | 01.11.2010            | вища               | позапартійна                                  | Карапчівська загальноосвітня школа І-ІІІ ст., вчитель      |
| 19                                                      | Дзвін Савета Іванівна          | 01.11.2010            | середня            | член Всеукраїнського об'єднання «Батьківщина» | приватний підприємець                                      |
| 20                                                      | Скутар Марія Георгіївна        | 01.11.2010            | середня спеціальна | позапартійна                                  | Карапчівський ДНЗ, вихователь                              |

## Населення
Згідно з переписом УРСР 1989 року чисельність наявного населення села становила 3889 осіб, з яких 1787 чоловіків та 2102 жінки.
За переписом населення України 2001 року в селі мешкало 3915 осіб.

### Мова
Розподіл населення за рідною мовою за даними перепису 2001 року:
| Мова       | Відсоток |
| ---------- | -------- |
| українська | 99,67 %  |
| російська  | 0,20 %   |
| румунська  | 0,08 %   |
| єврейська  | 0,03 %   |
| молдовська | 0,03 %   |